# Europese kampioenschappen indooratletiek 1981
De Europese kampioenschappen indooratletiek 1981 werden van 21 tot en met 22 februari 1981 gehouden in het Palais des Sports in de Franse stad Grenoble. Het was de tweede maal dat de kampioenschappen in Frankrijk gehouden werden. Negen jaar eerder, in 1972 vond het evenement in hetzelfde stadion plaats.

## Medailles

### Mannen
| Onderdeel            | Goud                              | Goud     | Zilver                          | Zilver   | Brons                            | Brons    |
| -------------------- | --------------------------------- | -------- | ------------------------------- | -------- | -------------------------------- | -------- |
| 50 m                 | Marian Woronin Polen              | 5,65     | Vladimir Moeravjov Sovjet-Unie  | 5,76     | Andrej Sjljapnikov Sovjet-Unie   | 5,77     |
| 400 m                | Andreas Knebel Oost-Duitsland     | 46,52    | Martin Weppler West-Duitsland   | 46,88    | Stefano Malinverni Italië        | 46,96    |
| 800 m                | Herbert Wursthorn West-Duitsland  | 1.47,70  | András Paróczai Hongarije       | 1.47,73  | Antonio Páez Spanje              | 1.48,31  |
| 1500 m               | Thomas Wessinghage West-Duitsland | 3.42,64  | Uwe Becker West-Duitsland       | 3.43,02  | Mirosław Żerkowski Polen         | 3.44,32  |
| 3000 m               | Alexandre Gonzalez Frankrijk      |          | Evgeni Ignatov Bulgarije        |          | Valeri Abramov Sovjet-Unie       | 7.54,46  |
| 50 m horden          | Arto Bryggare Finland             | 6,47     | Javier Moracho Spanje           | 6,48     | Guy Drut Frankrijk               | 6,54     |
| 5000 m snelwandelen  | Hartwig Gauder Oost-Duitsland     | 19.08,59 | Maurizio Damilano Italië        | 19.13,90 | Gérard Lelièvre Frankrijk        | 19.55,02 |
| Verspringen          | Rolf Bernhard Zwitserland         | 8,01     | Antonio Corgos Spanje           | 7,97     | Sjamil Abbjasov Sovjet-Unie      | 7,95     |
| Hink-stap-springen   | Sjamil Abbjasov Sovjet-Unie       | 17,30    | Klaus Kübler West-Duitsland     | 16,73    | Aston Moore Verenigd Koninkrijk  | 16,73    |
| Hoogspringen         | Roland Dalhäuser Zwitserland      | 2,28     | Carlo Thränhardt West-Duitsland | 2,25     | Dietmar Mögenburg West-Duitsland | 2,25     |
| Polsstokhoogspringen | Thierry Vigneron Frankrijk        | 5,70     | Aleksandr Kroepski Sovjet-Unie  | 5,65     | Jean-Michel Bellot Frankrijk     | 5,65     |
| Kogelstoten          | Reijo Ståhlberg Finland           | 19,88    | Luc Viudès Frankrijk            | 19,41    | Zlatan Saračević Joegoslavië     | 19,40    |

### Vrouwen
| Onderdeel    | Goud                                    | Goud    | Zilver                               | Zilver  | Brons                            | Brons   |
| ------------ | --------------------------------------- | ------- | ------------------------------------ | ------- | -------------------------------- | ------- |
| 50 m         | Sofka Popova Bulgarije                  | 6,17    | Linda Haglund Zweden                 | 6,17    | Marita Koch Oost-Duitsland       | 6,19    |
| 400 m        | Jarmila Kratochvílová Tsjecho-Slowakije | 50,07   | Natalja Botsjina Sovjet-Unie         | 52,32   | Verona Elder Verenigd Koninkrijk | 52,37   |
| 800 m        | Hildegard Ullrich-Körner Oost-Duitsland | 2.00,94 | Svetla Zlateva Bulgarije             | 2.01,37 | Nikolina Shtereva Bulgarije      | 2.02,50 |
| 1500 m       | Agnese Possamai Italië                  | 4.07,49 | Valentina Iljinych Sovjet-Unie       | 4.08,17 | Ljoebov Smolka Sovjet-Unie       | 4.08,64 |
| 50 m horden  | Zofia Bielczyk Polen                    | 6,74    | Maria Merchuk Sovjet-Unie            | 6,80    | Tatjana Anisimova Sovjet-Unie    | 6,81    |
| Verspringen  | Karin Hänel West-Duitsland              | 6,77    | Sigrid Ulbricht Oost-Duitsland       | 6,66    | Jasmin Feige West-Duitsland      | 6,65    |
| Hoogspringen | Sara Simeoni Italië                     | 1,97    | Elżbieta Krawczuk Polen              | 1,94    | Urszula Kielan Polen             | 1,94    |
| Kogelstoten  | Ilona Slupianek Oost-Duitsland          | 20,77   | Helena Fibingerová Tsjecho-Slowakije | 20,64   | Helma Knorscheidt Oost-Duitsland | 20,12   |

### Medailleklassement
| Plaats | Land                | Goud | Zilver | Brons | Totaal |
| 1      | Oost-Duitsland      | 4    | 1      | 2     | 7      |
| 2      | West-Duitsland      | 3    | 4      | 2     | 9      |
| 3      | Frankrijk           | 2    | 1      | 3     | 6      |
| 4      | Polen               | 2    | 1      | 2     | 5      |
| 5      | Italië              | 2    | 1      | 1     | 4      |
| 6      | Finland             | 2    | 0      | 0     | 2      |
| 6      | Zwitserland         | 2    | 0      | 0     | 2      |
| 8      | Sovjet-Unie         | 1    | 5      | 5     | 11     |
| 9      | Bulgarije           | 1    | 2      | 1     | 4      |
| 10     | Tsjecho-Slowakije   | 1    | 1      | 0     | 2      |
| 11     | Spanje              | 0    | 2      | 1     | 3      |
| 12     | Hongarije           | 0    | 1      | 0     | 1      |
| 12     | Zweden              | 0    | 1      | 0     | 1      |
| 14     | Verenigd Koninkrijk | 0    | 0      | 2     | 2      |
| 15     | Joegoslavië         | 0    | 0      | 1     | 1      |
| Totaal | Totaal              | 20   | 20     | 20    | 60     |

1970 ·
1971 ·
1972 ·
1973 ·
1974 ·
1975 ·
1976 ·
1977 ·
1978 ·
1979 ·
1980 ·
1981 ·
1982 ·
1983 ·
1984 ·
1985 · 
1986 · 
1987 · 
1988 · 
1989 · 
1990 · 
1992 · 
1994 · 
1996 · 
1998 · 
2000 · 
2002 · 
2005 · 
2007 · 
2009 ·
2011 ·
2013 ·
2015 ·
2017 ·
2019 ·
2021 ·
2023 ·
2025
Belgische medaillewinnaars · Nederlandse medaillewinnaars